# Araguaína
Araguaína város Brazíliában, Tocatins államban. Lakosainak száma 171 301 fő (2022). Araguaína Aragominas és Floresta do Araguaia községekkel határos.

## Népesség
A település népességének változása:
| Lakosok száma | 113 143 | 150 484 | 183 381 | 186 245 | 171 301 |
|               | 2000    | 2010    | 2020    | 2021    | 2022    |